# Funzioni di polizia stradale

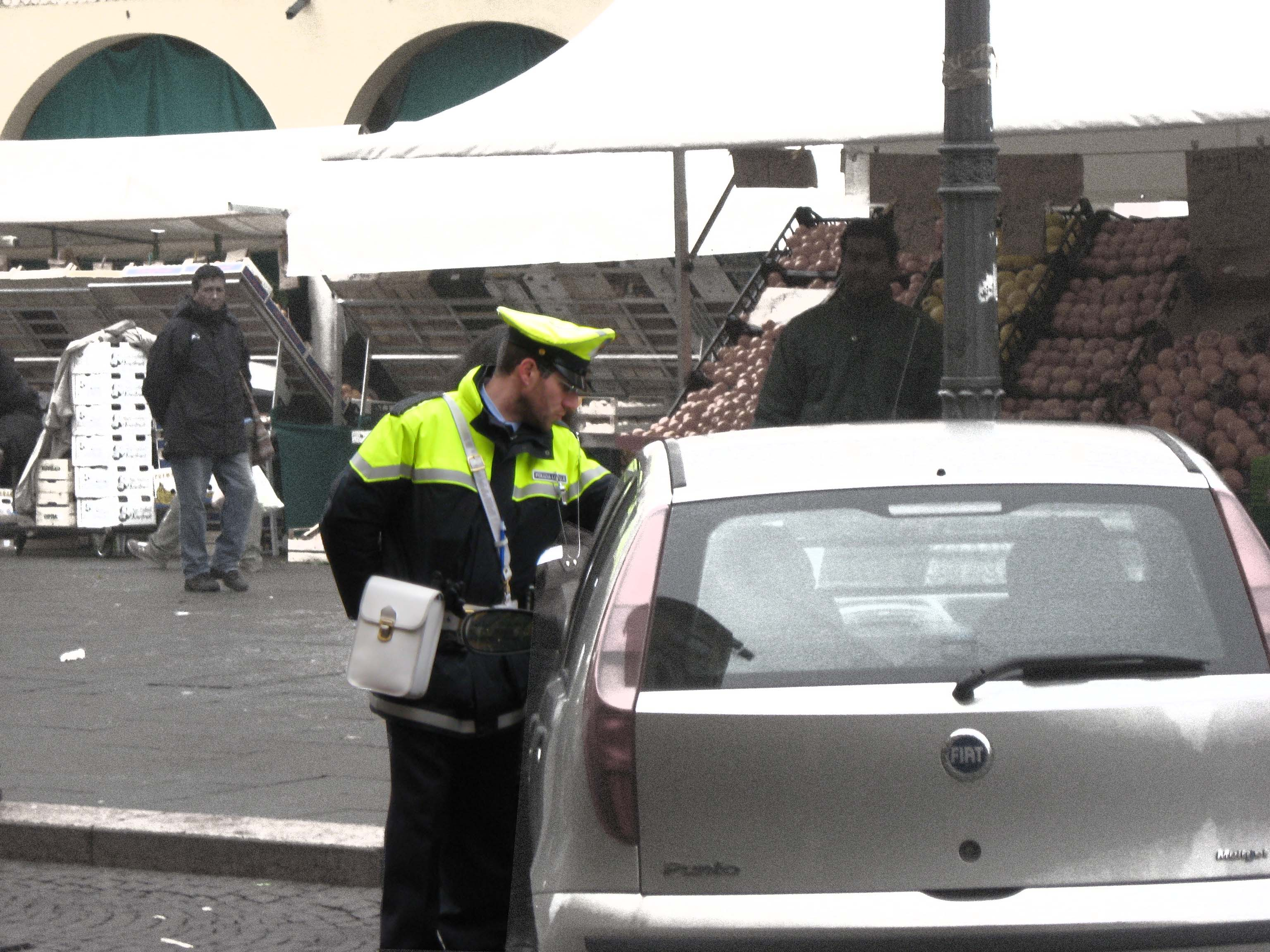
Un agente della polizia locale di Padova fa una multa ad un automobilista. Le funzioni di polizia stradale prevedono l'erogazione di sanzioni amministrative ai trasgressori del codice stradale qualora siano previste

Le funzioni di polizia stradale indicano l'applicazione del codice stradale eseguito da operatori delle forze dell'ordine. Si tratta quindi dei compiti di polizia giudiziaria, amministrativa e ordine pubblico applicati nel contesto della strada.

## In Italia
Il codice stradale italiano affida suddette funzioni alla polizia stradale, specialità della pubblica sicurezza nata dal 1945 in seguito allo scioglimento della Milizia nazionale della strada istituita da Benito Mussolini come specialità della MVSN. La polizia stradale ha il compito di garantire ordine e sicurezza su tutti i tratti stradali, in particolare sulle autostrade e perseguire reati stradali. Sulle strade legate agli enti locali è attiva la polizia locale (municipale o provinciale) nata proprio con lo scopo di gestire la viabilità urbana e col tempo specializzatasi fino ad essere interessata in quasi tutti i casi di infortunistica stradale non avvenuti in autostrade che sono di competenza diretta dello Stato. A svolgere analoghe funzioni anche Carabinieri, Guardia di Finanza e limitatamente alle proprie funzioni la Polizia Penitenziaria e i Vigili del fuoco.